# Commission Delors I
Pour les articles homonymes, voir Commission Delors.

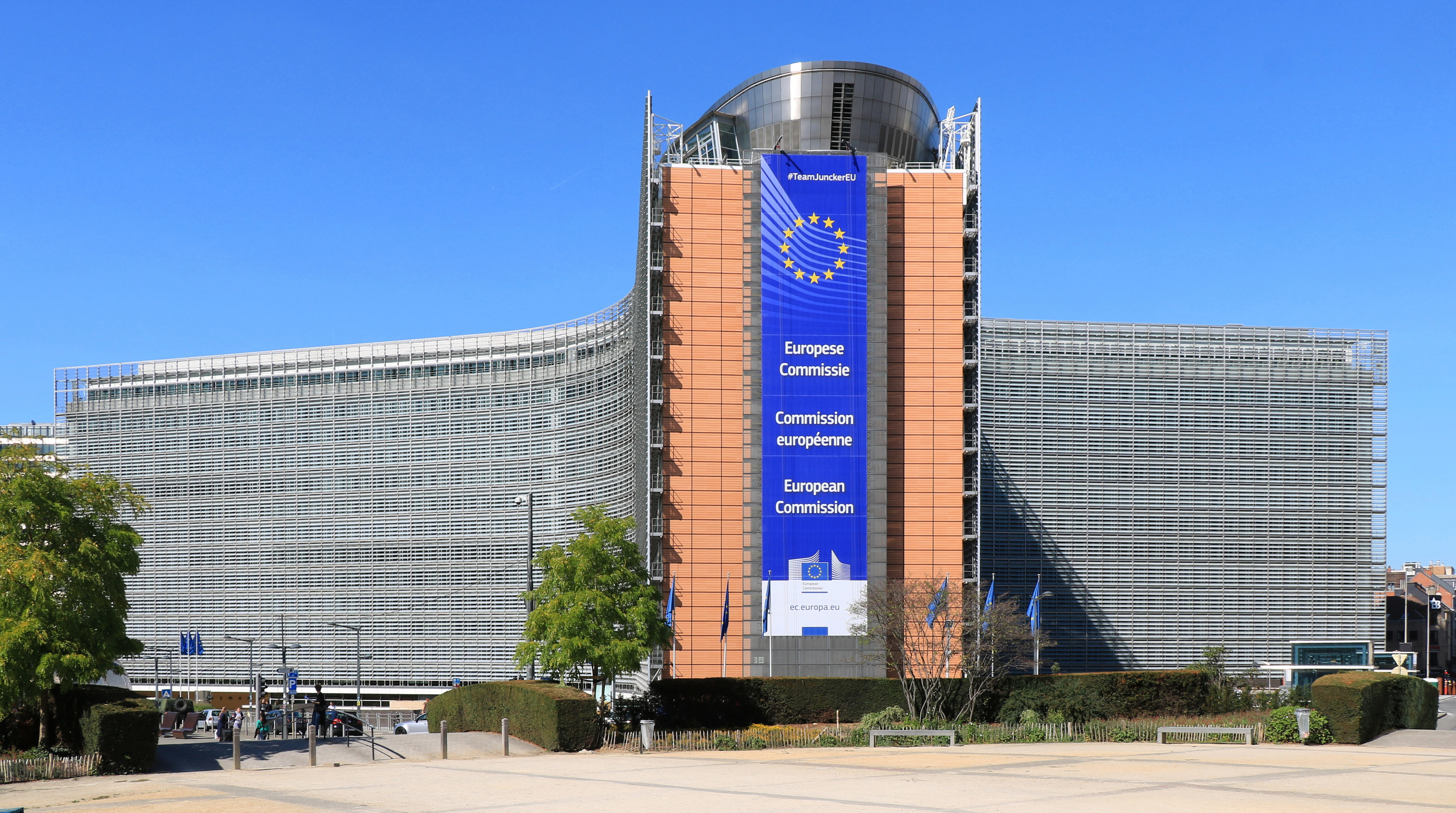
Siège de la Commission européenne à Bruxelles (Bâtiment Berlaymont).

La première commission Delors est la commission européenne présidée par Jacques Delors de 1985 à 1988. Elle fut suivie par la commission Delors II.

## Histoire

### Prise de fonction
Jacques Delors prit ses fonctions alors que l'eurosclérose atteignait son maximum. Le rythme ralenti des élargissements, le manque de démocratie, les problèmes économiques et les attitudes négatives et apathiques envers la Communauté étaient importantes[réf. nécessaire]. La précédente Commission, la Commission Thorn, avait été incapable d'exercer son autorité de façon significative face aux vétos britanniques sur les projets européens, pour forcer la mise en place d'un accord sur le budget communautaire. Jacques Delors avait auparavant été l'un des architectes des accords du Conseil européen de Fontainebleau en juin 1984, qui garantissait le rabais britannique, et Delors prévoyait que l'arrangement de la question budgétaire devait annoncer une nouvelle ère de l'intégration européenne. 
Peu après son arrivée à Bruxelles, il visita les différents États membres. Il testa trois idées : suite logique du Système monétaire européen, il propose d'aboutir à une monnaie commune ; en pleine guerre froide, une politique de défense commune ; une réforme institutionnelle pour gagner en efficacité et démocratiser le processus. Il retrouva les mêmes plaintes concernant le fait que l'Europe réagissait trop lentement aux différentes questions, mais trouvait des accords communs sur le marché unique, avec ses significations commerciales et culturelles, et en effet Delors en fit sa priorité avec une date butoir : 1992 (Objectif 1992). En dépit de sa réputation moderne, il était critiqué par les fédéralistes car, selon eux, il n'allait pas assez loin, faisant aussi l'objet de critiques d'Altiero Spinelli au Parlement européen, mais Delors défendait son but en déclarant « nous sommes tous les esclaves des circonstances ». Pour mettre en place le marché unique, Delors devait maîtriser le système politique de la communauté : avec tous les membres capables de bloquer une proposition au Conseil de l'Union européenne, Delors convainquit les chefs de partis d'introduire le vote à la majorité qualifiée ainsi la procédure ne pourrait plus connaitre d'arrêt similaire à celui qu'elle avait connu avec la question budgétaire. Delors fit ensuite rédiger la législation par Lord Cockfield, son commissaire européen au marché intérieur.
Les eurodéputés votèrent ce qui tenait lieu d'investiture de la Commission Delors par 206 voix contre 34 et 37 abstentions.

### Principales réalisations

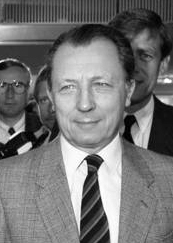
Le Président Delors en 1988

La Commission de Delors a donné un nouvel élan au processus d'intégration européenne. Elle a achevé le marché intérieur et a posé les bases de la monnaie unique. L'Union économique et monétaire européenne a été basée sur un plan en trois étapes rédigé par un comité dirigé par Delors, le rapport Delors, qui estimait qu'une monnaie commune stimulerait les échanges commerciaux. Delors et ses commissaires sont considérés comme les pères fondateurs de l'euro. La persuasion politique fut achevée par la signature de l'Acte unique européen en février 1986 et du Traité de Maastricht en 1992.
La Commission est aussi l'initiatrice de la création du Comité des régions, ayant conservé l'idée de cohésion entre les États membres et les régions présente dans l'Acte unique en 1986, conduisant Delors à proposer la création de l'organisme en 1992. Celui-ci fut créé en 1994, et le bâtiment qu'occupe l'organisme fut nommé Delors en 2006. La Commission de Delors a connu un grand nombre d'élargissements. L'adhésion de l'Espagne et le Portugal est survenue en 1985; la chute du Mur de Berlin a permis la Réunification allemande ; et en 1995 est arrivée l'accession de l'Autriche, de la Finlande et de la Suède. La Commission Delors a aussi préparé l'élargissement aux pays d'Europe de l'Est qui ont rejoint l'Union en 2004.
En 1988, Delors adressa au Trades Union Congress son discours concernant une Europe sociale, qui fit du Parti travailliste un parti pro-européen et du Parti conservateur un parti opposé. En 1992, alors que le second mandat de Jacques Delors prenait fin, l'International Herald Tribune remarqua les effets de la Commission Delors, et la nécessité d'un troisième mandat.
Pour le fonctionnaire européen, Derk Jan Eppink, Delors amorça, après son entrée dans une Europe sclérosée, 20 ans d'euphorie[source insuffisante]. En opposition, la Commission Santer, qui prit la suite de Delors en 1995 fut forcé de démissionner, à la suite d'allégations de corruption.

### Évènements majeurs
La Commission Delors fut la plus longue jusqu'à présent et connut beaucoup d'événements de l'histoire de l'Union.
- 1985 : le Groenland quitte la Communauté. Décision de la CJCE concernant la non-discrimination due à la nationalité.
- 1986 : l'Espagne et le Portugal rejoignent les Communautés. L'Acte unique européen est signé. Décision de la CJCE concernant la non-discrimination due au genre. Le drapeau européen est adopté par les Communautés, il est élevé hors du Berlaymont.
- 1987 : 30 ans après la signature du Traité instituant la Communauté européenne de l'énergie atomique et du Traité instituant la Communauté économique européenne. La Turquie dépose sa demande d'adhésion. L'acte unique devient effectif.
- 1988 : Delors demande la rédaction d'un rapport sur l'Union économique et monétaire (le rapport Delors). Le Tribunal de première instance est établi.

## Critiques
L'une des opposantes les plus virulentes au rapport Delors est alors Margaret Thatcher qui dénonce les dérégulations financières proposées par ce même rapport, notamment la libéralisation totale des mouvements de capitaux, l'interdiction pour les banques centrales de prêter aux États et l'indépendance de la banque centrale. Ces dérégulations sont souvent considérées comme étant à l'origine de la crise bancaire et financière de l'automne 2008 et de ses prolongements.
Jacques de Larosière qui fait partie des signataires du rapport Delors souligne rétropectivement l'une de ses principales faiblesses : la création d’une zone euro sans organe de direction, en reconnaissant que celui-ci avait esquivé la question de l’indispensable coordination économique entre membres de l’Union.

## Composition
Le premier mandat dura de 1985 à 1988. Les membres espagnols et portugais n'exercèrent leur fonction qu'à compter de l'adhésion de leurs pays aux Communautés, soit à compter du 5 janvier 1986.

### Composition initiale
| Portefeuilles À défaut, titre au sein de la Commission                                  | État membre          |  | Commissaire            | Parti politique                             |
| --------------------------------------------------------------------------------------- | -------------------- |  | ---------------------- | ------------------------------------------- |
| Président de la Commission des Communautés européennes                                  | France               |  | Jacques Delors         | Parti socialiste                            |
| Vice-président Agriculture et Pêche                                                     | Pays-Bas             |  | Frans Andriessen       | Christen-Democratisch Appèl                 |
| Vice-président Budget et Affaires administratives                                       | Danemark             |  | Henning Christophersen | Venstre                                     |
| Vice-président Marché intérieur, Union douanière, Fiscalité et Institutions financières | Royaume-Uni          |  | Francis Cockfield      | Conservative Party                          |
| Vice-président Industrie, Technologies de l'information, Science et Recherche           | Allemagne de l'Ouest |  | Karl-Heinz Narjes      | Christlich Demokratische Union Deutschlands |
| Vice-président Coopération, Développement et Élargissement                              | Italie               |  | Lorenzo Natali         | Democrazia Cristiana                        |
| Politique méditerranéenne et Relations Nord-Sud                                         | France               |  | Claude Cheysson        | Parti socialiste                            |
| Relations extérieures et Commerce                                                       | Belgique             |  | Willy De Clercq        | Partij voor Vrijheid en Vooruitgang         |
| Environnement, Sécurité nucléaire, Protection des consommateurs et Transports           | Royaume-Uni          |  | Stanley Clinton-Davis  | Labour Party                                |
| Énergie et Euratom                                                                      | Luxembourg           |  | Nicolas Mosar          | Chrëschtlech Sozial Vollekspartei           |
| Emploi, Crédit, Investissement, Affaires économiques et statistiques                    | Allemagne de l'Ouest |  | Alois Pfeiffer         | Sozialdemokratische Partei Deutschlands     |
| Questions institutionnelles, Politique de l'information, Culture et Tourisme            | Italie               |  | Carlo Ripa di Meana    | Partito Socialista Italiano                 |
| Concurrence, Affaires sociales, Éducation et Formation                                  | Irlande              |  | Peter Sutherland       | Fine Gael                                   |
| Relations avec le Parlement, Politique régionale et Protection des consommateurs        | Grèce                |  | Grigóris Várfis        | Πανελλήνιο Σοσιαλιστικό Κίνημα              |

### Changements du 5 janvier 1986
- Les nouveaux commissaires sont indiqués en gras, ceux ayant changé d'attributions en italique.

| Portefeuilles À défaut, titre au sein de la Commission                                       | État membre          |  | Commissaire                                    | Parti politique                             |
| -------------------------------------------------------------------------------------------- | -------------------- |  | ---------------------------------------------- | ------------------------------------------- |
| Président de la Commission des Communautés européennes                                       | France               |  | Jacques Delors                                 | Parti socialiste                            |
| Vice-président Agriculture et Forêts                                                         | Pays-Bas             |  | Frans Andriessen                               | Christen-Democratisch Appèl                 |
| Vice-président Budget et Affaires administratives                                            | Danemark             |  | Henning Christophersen                         | Venstre                                     |
| Vice-président Marché intérieur, Union douanière, Fiscalité et Institutions financières      | Royaume-Uni          |  | Francis Cockfield                              | Conservative Party                          |
| Vice-président Affaires sociales, Emploi, Éducation et Formation                             | Espagne              |  | Manuel Marín                                   | Partido Socialista Obrero Español           |
| Vice-président Industrie, Technologies de l'information, Science et Recherche                | Allemagne de l'Ouest |  | Karl-Heinz Narjes                              | Christlich Demokratische Union Deutschlands |
| Vice-président Coopération, Développement et Élargissement                                   | Italie               |  | Lorenzo Natali                                 | Democrazia Cristiana                        |
| Politique méditerranéenne et Relations Nord-Sud                                              | France               |  | Claude Cheysson                                | Parti socialiste                            |
| Relations extérieures et Commerce                                                            | Belgique             |  | Willy De Clercq                                | Partij voor Vrijheid en Vooruitgang         |
| Environnement, Forêts, Sécurité nucléaire et Transports                                      | Royaume-Uni          |  | Stanley Clinton-Davis                          | Labour Party                                |
| Pêche                                                                                        | Portugal             |  | António Cardoso                                | Partido Social Democrata                    |
| Crédit, Investissement, Ingénierie financière, Politique des petites et moyennes entreprises | Espagne              |  | Abel Matutes                                   | Alianza Popular                             |
| Énergie et Euratom                                                                           | Luxembourg           |  | Nicolas Mosar                                  | Chrëschtlech Sozial Vollekspartei           |
| Affaires économiques et statistiques                                                         | Allemagne de l'Ouest |  | Alois Pfeiffer (décédé le 1er août 1987)       | Sozialdemokratische Partei Deutschlands     |
| Affaires économiques et statistiques                                                         | Allemagne de l'Ouest |  | Peter Schmidhuber (nommé le 22 septembre 1987) | Christlich-Soziale Union in Bayern          |
| Questions institutionnelles, Politique de l'information, Culture et Tourisme                 | Italie               |  | Carlo Ripa di Meana                            | Partito Socialista Italiano                 |
| Concurrence                                                                                  | Irlande              |  | Peter Sutherland                               | Fine Gael                                   |
| Relations avec le Parlement, Politique régionale et Protection des consommateurs             | Grèce                |  | Grigóris Várfis                                | Πανελλήνιο Σοσιαλιστικό Κίνημα              |

## Affiliation politique
| Affiliation politique européenne                                                    | Nombre de commissaires                           |
| ----------------------------------------------------------------------------------- | ------------------------------------------------ |
| Conservateurs Parti populaire européen Démocrates européens                         | 7 commissaires puis 9 (À partir de janvier 1986) |
| Libéraux Libéraux et Démocrates Européens                                           | 2 commissaires                                   |
| Sociaux-démocrates Confédération des partis socialistes de la Communauté européenne | 5 commissaires puis 6 (À partir de janvier 1986) |

## Compléments